# 武东
武东（1957年4月—），中华人民共和国外交官，曾任中国驻帕皮提领事和中国驻毛里塔尼亚特命全权大使。